# Arija Bareikis
Arija Allison Bareikis (Bloomington (Indiana), 21 juli 1966) is een Amerikaanse actrice.

## Biografie
Bareikis is een dochter van ouders met een Litouwse afkomst, en haar vader is/was een professor in Duitse literatuur aan de universiteit van Indiana. Zij heeft gestudeerd aan de Stanford-universiteit in Stanford (Californië) en haalde in 1988 haar diploma.
Bareikis begon in 1992 met acteren in de korte film Joe's Apt.. Hierna heeft zij nog meerdere rollen gespeeld in films en televisieseries zoals One Life to Live (1996), Deuce Bigalow: Male Gigolo (1999), Oz (1999-2000), Medical Examiners (2004), Deuce Bigalow: European Gigolo (2005), Before the Devil Knows You're Dead (2007) en Southland (2009-2011).
Bareikis is ook actief in het theater, zij speelde eenmaal op Broadway. In 1997 speelde zij in het toneelstuk The Last Night of Ballyhoo als Sunny Freitag.
Bareikis woont nu in New York.

## Filmografie<

### Films
Uitgezonderd korte films.
- 2018 The Witch in the Window - als Beverly
- 2016 Tao of Surfing - als Megan
- 2013 The Purge - als mrs. Grace Ferrin
- 2011 The Stand Up – als mrs. Rundgren
- 2009 Frame of Mind – als Jennifer Secca
- 2009 Tenderness – als Marscha
- 2007 Before the Devil Knows You're Dead – als Katherine
- 2007 No Reservations – als Christine
- 2006 A.K.A. – als Vanessa
- 2005 Deuce Bigalow: European Gigolo – als Kate Bigalow
- 2004 Melinda and Melinda – als Sally Oliver
- 2003 A Painted House – als Kathleen Chandler
- 1999 Deuce Bigalow: Male Gigolo – als Kate
- 1999 Snow Falling on Cedars – als Susan Marie Heine
- 1999 30 Days – als Sarah Meyers
- 1998 The Naked Man – als Kim
- 1998 Pants on Fire – als Nicki
- 1997 The Myth of Fingerprints – als Daphne
- 1997 Ties to Rachel – als Rachel
- 1994 Twisted Tales – als Tracey

### Televisieseries
Uitgezonderd eenmalige gastrollen.
- 2016 Power - als MJ Hazen - 3 afl.
- 2009 – 2011 Southland – als officier Chickie Brown – 19 afl.
- 2004 Medical Examiners – als rechercheur Annie Capra – 5 afl.
- 2002 The American Embassy – als Emma Brody – 6 afl.
- 1999 – 2000 Oz – als Tricia Ross – 6 afl.
- 1996 One Life to Live – als Emily di Mauro - ? afl.

- Bibsys: 15001314
- Bibliothèque nationale de France: cb141528985 (data)
- International Standard Name Identifier: 0000 0000 0087 6775
- Library of Congress Control Number: no2002055994
- Système universitaire de documentation: 151989915
- Virtual International Authority File: 34666214
- WorldCat: E39PBJh8JxwRvcmmCHKfjH74MP